# La Vinya Nova
la Vinya Nova és una masia a la partió entre els termes del Bruc i de Collbató. Al segle xvi va ser adquirida pel monestir de Montserrat. Anteriorment hi havia un nucli inicial al Mas Bernarda que va ser ampliat per a utilitzar-lo per a descans dels monjos del monestir que avui resta en ruïnes. El 1821, amb la desamortització fou posada en venda. Casa-masia de grans dimensions de planta rectangular. De planta baixa i un pis amb diverses edificacions annexes totes cobertes a dues aigües amb teula àrab. Els ràfecs de coberta són ben treballats. Una de les dependències més destacades és potser un celler força gran amb arcs de pedra. Forma part d'un conjunt més gran situat en el terme de Collbató.